# Teorema lui Ampère
Legea lui Ampère se enunță astfel: Tensiunea magnetică (magneto-motoare) indusă pe o curbă închisă (Γ) este egală cu intensitatea curentului electric sau solenația ce parcurge o suprafață deschisă ce se sprijină pe curba închisă (Γ) plus viteza de variație în timp a fluxului electric ce parcurge acea suprafață deschisă.

## Formulări
Legea fluxului electric se poate exprima atât într-o formă globală cât și în una locală.

### Forma integrală
Legea stabilește integrala de curbă a câmpului magnetic pentru o curbă închisă, în raport cu curentul electric care trece prin suprafața delimitată de curba respectivă.
Forma integrală a acestei legi este (nefiind necesară luarea densității de curent):
{\displaystyle \oint _{\mathcal {S}}{\vec {B}}\cdot \mathrm {d} {\vec {s}}=\mu _{0}I}
resp.
{\displaystyle \oint _{\mathcal {S}}{\vec {H}}\cdot \mathrm {d} {\vec {s}}=I}
unde
{\displaystyle {\vec {B}}} câmpul magnetic, mai exact densitatea de câmp magnetic,
{\displaystyle {\vec {H}}} intensitatea de câmp magnetic,
{\displaystyle \mathrm {d} {\vec {s}}} un sector/arc orientat, infinit de mic (infim)  din curba închisă  S,
{\displaystyle I\!} curentul care trece prin suprafața delimitată  de curba  S,
{\displaystyle \mu _{0}\!} permeabilitatea vacuumului (constanta de câmp magnetic ) și
{\displaystyle \oint _{\mathcal {S}}} este integrala de curbă închisă dea lungul curbei S.

### Forma globală (integrală)
Narativ, această lege se prezintă astfel: fluxul electric ΨΣ=q (adică fluxul vectorului inducție electrice) prin orice suprafață închisă , ce delimitează un volum , este egal cu sarcina electrică totală existentă în volumul (în interiorul suprafeței închise). Această exprimare se poate sintetiza astfel: Ψ=∫DdA
∫DdA=q
în care Ω este domeniul de existență al câmpului electric, iar elementul de arie orientat dA aparține Ω , definit prin dA=n*dA , are orientarea pe direcția normalei la Σ în punctul corespunzător lui dA cu sensul considerat în spre exteriorul suprafeței. În această situație, dacă > 0 înseamnă că unghiul este cuprins între 0 și π/2, iar dacă fluxul electric elementar este un scalar negativ. Legea fluxului electric, scrisă sub forma explică de ce unitatea de măsură SI a inductanței electrice este coulomb pe metru la pătrat (C/m2).